# Goodnite, sweetheart, goodnite
Goodnite, sweetheart, goodnite (it's time to go) is een lied geschreven door Calvin Carter en James Hudson. De eerste die het uitgaven waren The Spaniels. Het meest succesvol met dit liedje waren The McGuire Sisters, die vijftien weken lang in de Billboard Hot 100 stond. Andere opnamen uit het coveraanbod kwamen van Sha-Na-Na en Johnnie & Jack. Het lied is in de films American Graffiti en Three Men and a Baby te bewonderen. Voor Nederland zijn interessant uitvoeringen door Trea Dobbs en Sandra Reemer.

## The Spaniels
Het werd, ondanks dat het niet de Billboard Hot 100 haalde, de grootste hit van de Spaniels, soms abusievelijk als Spanials afgedrukt op het label. In de specifieke rhythm-and-blues-lijst kwam Goodnite, sweetheart, Goodnite tot de vijfde plaats. Behalve dat de single op zwart vinyl werd uitgegeven, werden er ook exemplaren in het rood geperst.

## Nederland
Trea Dobbs nam Goodnight, sweetheart, goodnight op in een Nederlandse vertaling door Gerrit den Braber. Die opnamen werden vastgelegd op De songwereld van Trea Dobbs. Zonder dat het ooit op single werd uitgebracht, werd het kennelijk een van de grootste successen van Dobbs, want het werd ook opgenomen op het verzamelalbum Grootste successen van Trea Dobbs.
Goodnight, sweetheart, goodnight werd een single van Sandra Reemer. Het is afkomstig van haar album Unforgettable. Zij bracht het uit toen het lied te horen was in Three Men and a Baby. De B-kant bevatte Where or when van Richard Rodgers en Lorenz Hart. Het platenlabel vermeldde dat het uit de film Rear Window van Alfred Hitchcock zou zijn.

### Hitnotering

#### Nederlandse Top 40
Vier weken tipparade was het hoogst haalbare.

#### NederlandseNationale Hitparade
| Positie: | 88 | 73 | 66 | 79 | 97 | uit |

Sandra Reemer

Al di là · Stille nacht, heilige nacht · 'k Zweef aan m'n ballonnetje · Gloria, gloria · Sluimer zacht · Singapura · Hoe leit dit kindeke · Mijn gitaar · Kopi susu · Als jij maar wacht · Een bos rozen · Heimwee · Mijn concert · Teddy song · Jij vergeet · Since you have gone · (I've got) A love like a rainbow · Simon Zealotes · Love me, honey · The party's over · Trust in me · This is your heartbeat · How little we know · Colorado · Nothing's gonna change · It hurts to be in love · America here I come · Indonesia · Get it on · Rien ne va plus · Fly like an angel · Gold · All out of love · Sleep with me tonight · Laughter in the rain · Goodnight, sweetheart, goodnight · Smoke gets in your eyes · La colegiala · For your love · He was the one · Love is cruel · Domenica · The last goodbye · Mensen zoals jij · Kom naar me toe · Alles wat ik wil · Een boom voor het leven · De mooiste droom is vogelvrij
Sandra en Andres

Storybook children · Somethin' in my heart · For the first time in my life · Reach for the moon · Let us pray together · Love is all around · Those words · Que je t'aime · Mary Madonna · Als het om de liefde gaat · Mama mia · Auntie · Aime-moi · Dzjing boem! · True love · You believed · Oh, nous sommes très amoureux
Dutch Divas

Work that body · From New York to L.A.